# Anderson Rey Salinas
Carlos Anderson Rey Salinas (Cotoca, Santa Cruz, Bolivia 13 de septiembre de 1994) es un futbolista boliviano. Juega como defensor en el Club Aurora de la Primera Division de Bolivia.

## Clubes
| Club                        | País      | Año               |
| --------------------------- | --------- | ----------------- |
| Destroyers                  | Bolivia   | 2013 - 2014       |
| Blooming                    | Bolivia   | 2015 - 2016       |
| Universitario de Beni       | Bolivia   | 2017              |
| Oriente Petrolero           | Bolivia   | 2017              |
| Atlético Bermejo            | Bolivia   | 2018              |
| Aurora                      | Bolivia   | 2019              |
| Always Ready                | Bolivia   | 2019 - 2020       |
| Gimnasia y Esgrima (J)      | Argentina | 2021              |
| Aurora                      | Bolivia   | 2021              |
| Gimnasia y Esgrima (J)      | Argentina | 2022              |
| Royal Pari                  | Bolivia   | 2023              |
| Real Santa Cruz             | Bolivia   | 2023              |
| Deportivo Río San Juan Humi | Bolivia   | 2024              |
| Aurora                      | Bolivia   | 2025 - Actualidad |

## Palmarés

### Títulos nacionales
| Título           | Club         | País    | Año  |
| ---------------- | ------------ | ------- | ---- |
| Primera División | Always Ready | Bolivia | 2020 |